# صبحي الصالح
العلامة الشيخ الدكتور صبحي الصالح هو عالم، فقيه، مجتهد، أديب، لغوي، مجاهد، شهيد ويعد أحد أهم علماء الدين السنة اللبنانيين البارزين والمحدثين. ولد سنة 1926 واغتيل في 7 أكتوبر 1986 في ساقية الجنزير في بيروت بعد أن فشلت محاولة اغتياله الاولى في اواخر السبعينات التي أدت الى اصابته اصابات بالغة جدا في بطنه و جهازه الهضمي و ذلك بسبب مهاجمته النظام السوري و ممارساته الوحشية في لبنان. حائز على دكتوراه في علوم العربية كان قد درس سابقا في الجامعة اللبنانية وجامعة دمشق. ترأس المجلس الإسلامي الأعلى في لبنان، أمين عام رابطة علماء لبنان، الأمين العام للجبهة الإسلاميّة الوطنيّة في لبنان، مفكّر إسلامي، عضو المجامع العلميّة في القاهرة ودمشق وبغداد وأكاديميّة المملكة المغربيّة؛

## حياته
ولد في طرابلس، عام 1926م. 	د. صبحي إبراهيم الصالح (1345 - 1407 هـ = 1926 - 1986 م). درس الثانوية المدنية والشرعية في دار التربية في طرابلس وفي السنة الأولى من دراسته الشرعية سنة 1938م رغب في ارتداء الزي الديني وبدأ يخطب أيام الجمعة في المساجد ولم يكد يبلغ الثانية عشرة من عمره.
جمع بين الثقافتين الشرعية والمدنية منذ انتسابه إلى كلية أصول الدين في الأزهر الشريف سنة 1943م وحصوله منها على كل من الشهادة العالية (الإجازة) سنة 1947م والشهادة العالمية سنة 1949م ثم انتسابه إلى كلية الآداب في جامعة القاهرة سنة 1947م وحصوله منها على الليسانس في الأدب العربي (قسم الامتياز) سنة 1950م.
قدم إلى باريس سنة 1950م ونال شهادة دكتوراه الدولة في الآداب سنة 1954
وخلال الأعوام الأربعة التي قضاها في باريس أنشأ مع صديقه الباحث الإسلامي د. محمد حميد الله الحيدرأبادي أول مركز إسلامي ثقافي في العالم.
اشتغل بالتدريس في جامعة بيروت العربية والجامعة اللبنانية.
وظل يخطب في تلك المدة بعد صلاة الجمعة في جامع باريس ويشارك في تعليم اللغة العربية للأفارقة المسلمين ولاسيما أبناء الشمال الأفريقي ويحاضر في أندية العاصمة الفرنسية.
أمضى في التدريس الجامعي اثنين وثلاثين عاماً: في بغداد أولاً (1954- 1956م)، وفي دمشق ثانياً (1956- 1963م).وأخيراً في بيروت منذ عين أستاذاً في ملاك التعليم العالي \وفي جامعة بيروت العربية منذ تأسيسها حتى وفاته.وفي الجامعة الأردنية (1971- 1973م) وكان فيها رئيساً لقسم أصول الدين انتخب في كلية الآداب والعلوم الإنسانية في الجامعة اللبنانية رئيساً لقسم اللغة العربية منذ 1975م ثم عين مديراً لكلية الآداب سنة 1977م وهو أستاذ ذو كرسي للإسلاميات وفقه اللغة في هذه الكلية.
حاضر بصفته أستاذاً زائراً في كثير من الجامعات العربية منها جامعة الإمام محمد بن سعود الإسلامية في الرياض والكلية الزيتونية للشريعة وأصول الدين في الجامعة التونسية وسمي مشرفاً على رسائل الدكتوراه في الدراسات الحضارية واللغوية والإسلامية في جامعة ليون الثالثة بفرنسا وفي جامعة باريس الثانية (جامعة الحقوق والعلوم الاقتصادية والاجتماعية) في أطروحات تتعلق بالشريعة الإسلامية وما برح يشارك في مناقشة نظائر هذه الأطروحات حتى وفاته.
انتسب إلى العديد من المجامع والأكاديميات: فهو عضو مجمع اللغة العربية في القاهرة، وعضو أكاديمية المملكة المغربية، وعضو المجمع العلمي العراقي في بغداد، وعضو لجنة الإشراف العليا على الموسوعة العربية الكبرى.
وتولى في حياته العديد من المناصب: * رئيس المجلس الإسلامي الأعلى وهذا المجلس الذي يرأسه المفتي الشهيد حسن خالد في لبنان وهو أعلى سلطة إسلامية في لبنان.
- رئيس اللجنة العليا للقرن الخامس عشر الهجري في لبنان
- الأمين العام لرابطة علماء لبنان.

نال جائزة التفكير الاجتهادي في الإسلام الذي كرمته بها المنظمة العربية للتربية والثقافة والعلوم في 23 حزيران 1986م في نطاق الاحتفال باستقبال القرن الخامس عشر الهجري.

## مؤلفاته
- مباحث في علوم القرآن
- مباحث في علوم الحديث
- النظم الإسلامية وتطورها
- الأمة ثم الدولة
- ردّ الإسلام على تحدّيات عصرنا (بالفرنسيّة)
- منهل الواردين شرح رياض الصالحين
- المؤسّسات الإسلاميّة تكوّنها وتطوّرها
- الإسلام والمجتمع العصري
- فلسفة الفكر الديني بين الإسلام والمسيحيّ
- معالم الشريعة الإسلاميّة)
- حقّق «أحكام أهل الذمّة لابن قيّم الجوزيّة»
- أخرج «المعجم العربي» و«المعجم الفرنسي» مع الدكتور سهيل إدريس.

## من آرائه
- يرى أن لا شيء يجعل جوهر الإسلام يتعارض مع التطوّر والتقدّم، وأن السياسة بالنسبة إلينا ليست سوى أفضل وسيلة لتنظيم الدولة،
- وقال: لا بدّ من الاعتراف بأن المجتمع الإسلامي الذي رسمت خطوطه الأولى في عهد النبي (صلى الله عليه وسلم) لم يجد تحقيقه الملموس في الفترة المعاصرة، لنميّز سلفاً تمييزاً واضحاً بين العقيدة الإسلاميّة وتطبيقها في بعض البلدان الإسلاميّة.
- قال: نشهد هنا وهناك مبادرات لا تخلو من شجاعة، لكن سرعان ما يتغلب النص على الروح في معظم الحالات، فما زال مجتمع اليوم الإسلامي مجرّد مشروع.
- دعا إلى فتح باب الاجتهاد قائلاً: إن حاجة الأمّة إلى الاجتهاد بديهيّة، لم تكن في نظر القدامى تقبل الجدل، حتى تحتمل التأجيل عند المعاصرين، وأن المحقّقين من علمائنا شاركوا في مقاومة التقليد، وفي دعوة الناس إلى الاجتهاد، وإن كانوا لم يفتحوا بابه على مصراعيه، إلا للقادرين عليه.
- وقال: هذه شريعة عدل كلّها، ورحمة كلّها، ومصالح كلّها، وحكمة كلّها؛ وإنّنا لن نكون بحاجة إلى أشخاص المجتهدين وألقابهم ومراتبهم، بقدر حاجتنا إلى نوعيّة تفكيرهم، واجتهادهم، واختصاصهم، وإنّنا لن نقيم وزناً لما فرضوه من الشروط التعجيزيّة على المجتهد المستقل الذي اختار أن ينفرد بقواعد ومناهج لنفسه، من جميع وجوه التشريع.
- رأى أنّه لكي نتحوّل بالاجتهاد من الصيغة الشكليّة إلى جهاز حي دائم التحرك، أن نضيف إلى هذا كلّه شرط الإلمام الكافي بلغة حيّة على الأقل إلى جانب لغتنا، نطل من نافذتها على ثقافة عصرنا بواسطتها، وكل مسألة طارئة في ضوء العلوم المتعلّقة بها.
- وجد أن ذهنيّة التخلّف، ومصالح المستفيدين من واقعنا المريض، عقبة في وضع صيغة اقتصاديّة متكاملة خالية من الربا يمكن أن تضعها نخبة من فقهائنا وأهل الاختصاص فينا. وتبنّى اجتهاد من رأى من العلماء، إباحة صناديق التوفير، وشهادات الاستثمار - على تفاوت - في بابي المضاربة والقرض الإسلاميّين، بعد إجراء تعديل جزئي على صياغة بعض القواعد الفكريّة والشروط الاحترازيّة الاجتهاديّة.
- قال: لا يجوز أن نسوّي بين المعاملات النافعة لأخذ المال وصاحب المال معاً، وبين الربا الجلي المركّب المخرّب للبيوت.
- وحول الخلافة قال: علينا أن نكف عن الاعتقاد بأن هذا النظام التاريخي الذي لم يقم إلا على مبدأ الإجماع، هو شكل الحكم الوحيد في ظل الإسلام.

وكان داعية وحدة بين المسلمين، ففي مقدّمة تحقيق «نهج البلاغة» ناشد المسلمين جميعاً إلى الانضواء تحت راية التوحيد ويدعو المؤرّخين إلى كشف الحقائق لا انتصاراً لفريق على فريق بل دعوة خيّرة إلى تناسي المآسي الداميات.
وطالب باحترام حق الحياة، ورفع العدوان والظلم عن الإنسان، وضرورة كفّ الجاني بالقصاص قائلاً: العدوان على حياة فرد واحد في نظر الإسلام عدوان على كل إنسان حي، وكف الجاني بالقصاص عن قتل حياة واحدة، هو في الواقع كفه عن إزهاق الحياة كلها في أشمل معاني الحياة، وأوسعها مدلولاً، وأكثرها تفصيلاً، فما القصاص إلا حياة لأنه الحياة، وفي سبيل الحياة.

## استشهاده
كانت قد وصلته بعض التهديدات بسبب مواقفه السيادية التي تصدت للميليشيات ولدعمه للبنان موحد بجميع طوائفه. واغتيل صباح 7 أكتوبر 1986م، حيث قام مسلّحان ملثمان على دراجة بخارية، باغتياله بثلاث طلقات في الرأس، فور نزوله من السيارة التي أوصلته إلى جمعية للأيتام كان يشرف عليها، ليتوفّى فور وصوله إلى المستشفى متأثرًا بإصابته الخطيرة.

## وصلات خارجية
- صبحي الصالح على موقع أرشيف الشارخ.
- الشهيد صبحي بن إبراهيم الصالح بقلم محمد علي شاهين